# Даниленко Анатолій Іванович
Даниленко Анатолій Іванович (нар. 12 грудня 1938, Київ) — український вчений, доктор економічних наук, член-кореспондент НАН України. Заступник директора Державної установи «Інститут економіки та прогнозування» НАН України. Державний службовець 3-го рангу (з 04.1994).

## Біографія
Даниленко Анатолій Іванович народився 12 грудня 1938 у м. Києві, Україна.
Освіта повна вища. У 1960 закінчив Київський інститут народного господарства ім. Д. Коротченка.

### Трудова діяльність
- 1956—1960 — студент економічного факультету Київського інституту народного господарства
- 1960—1967 — економіст, старший економіст, начальник відділу Мінфіну УРСР
- 1967—1978 — виконувач обов'язків завідувача відділом Інституту економіки АН УРСР
- 1978—1986 — старший, провідний науковий співробітник Інституту економіки АН УРСР
- 1986—1992 — експерт, Радник Посольства СРСР/Росії у СР В'єтнам; представник Держплану СРСР/Росії у СР В'єтнам (м. Ханой)
- 1992—1993 — завідувач відділом Інституту економіки НАН України
- 1993—1997 — заступник Міністра економіки України
- 1997—2000 — заступник Міністра промислової політики України та Голова Державного інвестиційно-клірингового комітету України
- 2000—2005 — завідувач відділом Інституту економіки НАН України
- З 2005 — заступник директора Інституту економіки та прогнозування НАН України.

Член Ради Національного банку України (2005—2009), Колегії Міністерства промислової політики України (2006—2012), Колегії Фонду державного майна України (з 2006). в даний час виконує обов'язки члена наглядової Ради Ощадбанку України, члена наглядової Ради Укрсиббанку України (2014)

## Наукові праці
Здобутки опубліковано в 127 наукових працях (на 12.10.2014), серед яких одна індивідуальна та 24 колективних монографій за редакцією А. Даниленка. У листопаді 2008 р. за його редакцією вийшла з друку фундаментальна монографія (у трьох томах) «Фінансово-монетарні важелі економічного розвитку», присвячена 90-річчю Національної академії наук України.
Головний редактор журналу «Вісник Інституту економіки та прогнозування».
Член Вченої ради Інституту економіки та прогнозування НАН України, голова спеціалізованої Вченої ради із захисту докторських та кандидатських дисертацій, входить до складу редколегій провідних фахових економічних видань «Фінанси України» й «Економіка України»

## Громадська діяльність
- З 2005 року — віце-президент ВГО "Товариство "Україна - В'єтнам".

## Нагороди
- Заслужений економіст України (1999)
- Лауреат Державної премії України в галузі науки і техніки (2013).
- Лауреат Премії НАН України імені М. І. Туган-Барановського (2010).
- Відзначений Почесною грамотою Кабінету Міністрів України (2005).
- Відзначений державною нагородою Соціалістичної Республіки В'єтнам — орденом «Дружби» (2013)
- Орден князя Ярослава Мудрого I ст. (22 січня 2019) — за значний особистий внесок у державне будівництво, зміцнення національної безпеки, соціально-економічний, науково-технічний, культурно-освітній розвиток Української держави, вагомі трудові досягнення, багаторічну сумлінну працю[1]